# Haris Medunjanin
Haris Medunjanin (Sarajevo, 8 marzo 1985) è un ex calciatore bosniaco con cittadinanza olandese, di ruolo centrocampista.

## Caratteristiche tecniche
Centrocampista centrale mancino, dotato di notevole personalità, fa della grinta e dell'intensità i suoi punti di forza, gioca principalmente come regista davanti alla difesa, possedendo una buona tecnica individuale e un'ottima visione di gioco, abile anche nel tiro dalla lunga distanza, si dimostra efficace anche sui calci piazzati.

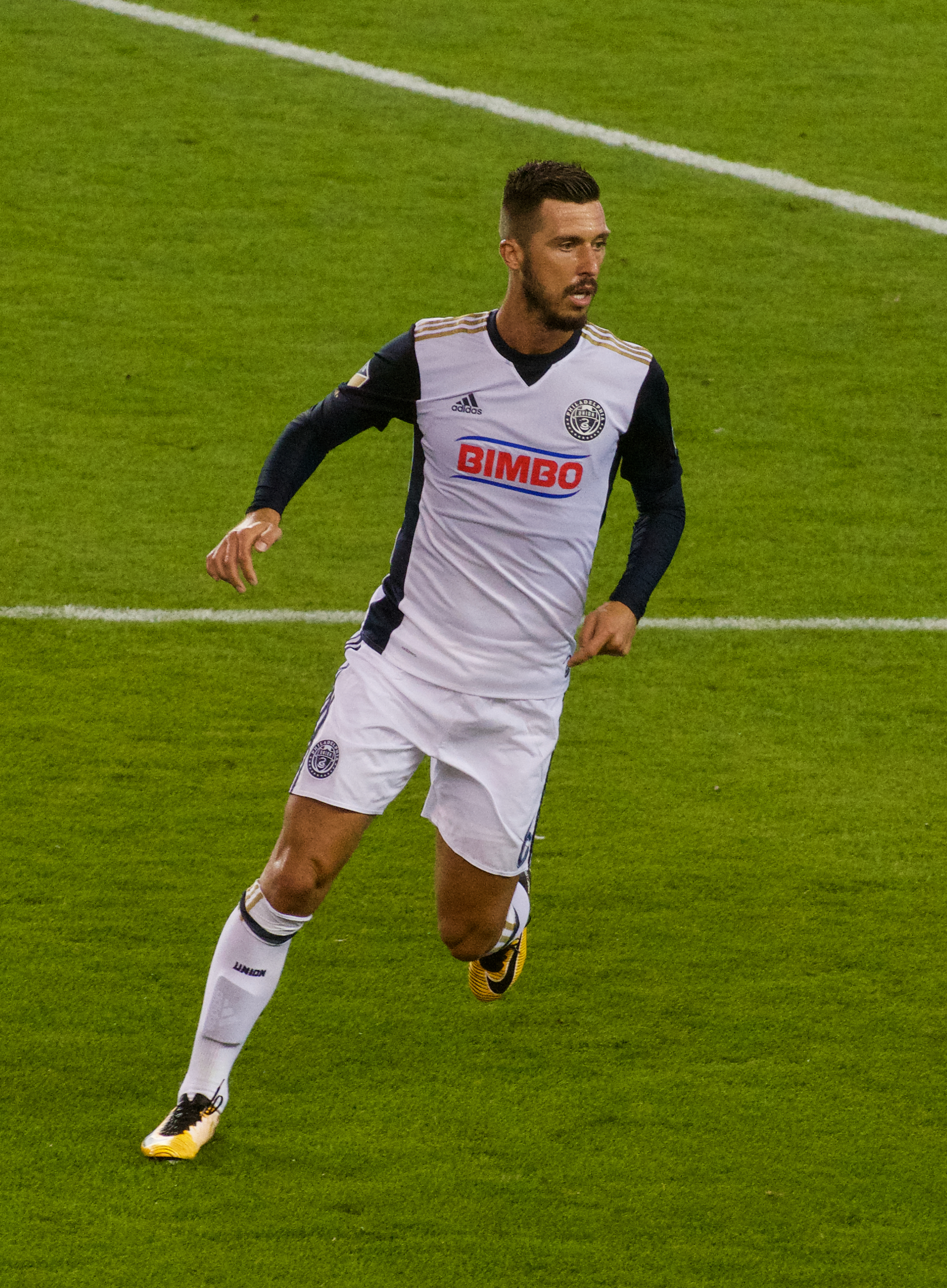
Haris Medunjanin in azione con la maglia dei Philadelphia Union nel 2017.

## Carriera

### Club
Inizia la sua carriera calcistica nell'estate del 2004 con gli olandesi dell'AZ Alkmaar per poi passare in prestito nella stagione 2006-2007 allo Sparta Rotterdam. Tornato all'AZ dove rimane solamente una stagione, nell'estate 2008 approda nella Liga spagnola, giocando per due anni con la maglia della Real Valladolid, passa poi successivamente in Israele militando nel Maccabi Tel Aviv. Nel settembre 2012 dopo una stagione in prestito, si trasferisce definitivamente ai turchi del Gaziantepspor dove sceglie di indossare la maglia numero 10.

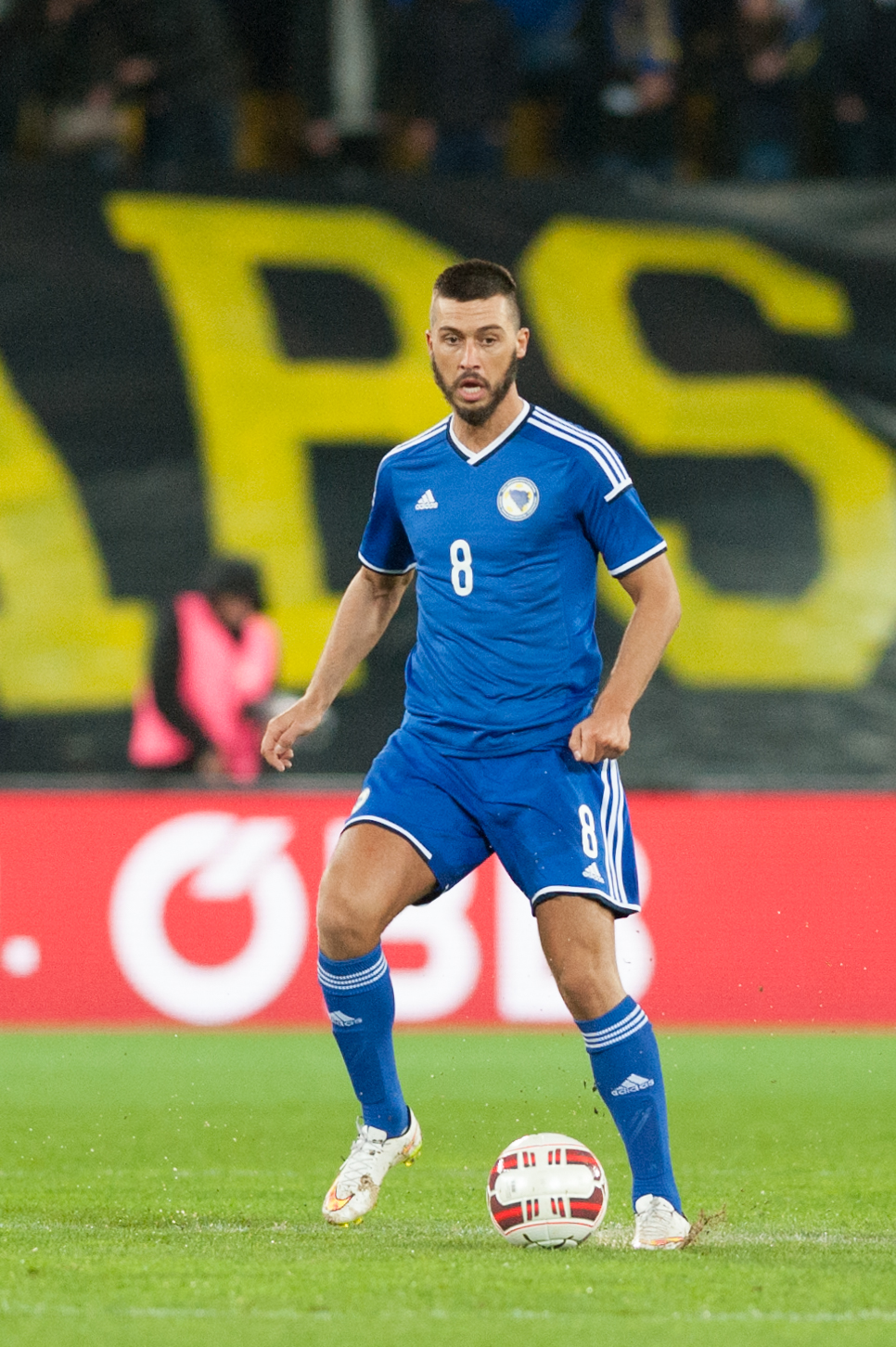
Haris Medunjanin in azione con la maglia della Bosnia nel 2015.

Rimasto a fine stagione svincolato, viene ingaggiato il 13 agosto 2014 dalla società spagnola del Deportivo La Coruña dove firma un contratto biennale. Il 31 gennaio 2016 torna a giocare con il Maccabi Tel Aviv dove firma un contratto di due anni e mezzo.
Il 31 gennaio 2017 si trasferisce nella MLS, dove firma un biennale più opzione per un'altra stagione con il Philadelphia Union.

### Nazionale
Ha fatto parte del gruppo olandese Under-21 vincitore del campionato europeo di calcio Under-21 2006 e 2007 e ha disputato, sempre con la nazionale olandese, i Giochi olimpici 2008.
Dopo aver militato nelle giovanili olandesi, nel novembre 2009 decide di giocare per la Bosnia. Debutta come titolare nella mediana del centrocampo bosniaco il 18 novembre successivo nella partita valida alle Qualificazioni al campionato mondiale di calcio 2010, persa in casa per 1-0 contro il Portogallo. Successivamente viene convocato per il Campionato mondiale di calcio 2014 in cui la sua squadra esce nei gironi, perdendo le partite contro Argentina e Nigeria. Il 13 ottobre 2015 realizza una doppietta decisiva in trasferta contro il Cipro nelle Qualificazioni al campionato europeo di calcio 2016. Nel giugno 2016 viene selezionato come capitano nella lista della sua nazionale per la Kirin Cup dove con la Bosnia vince la manifestazione. Il 27 marzo 2018 gioca la sua ultima partita in nazionale nell'amichevole disputata contro il Senegal. Chiude con la maglia della Bosnia, giocando 60 partite e segnando 9 reti.

## Statistiche

### Presenze e reti nei club
Statistiche aggiornate al 24 aprile 2021.
| Stagione                      | Squadra                       | Campionato                    | Campionato | Campionato | Coppe nazionali | Coppe nazionali | Coppe nazionali | Coppe continentali | Coppe continentali | Coppe continentali | Altre coppe | Altre coppe | Altre coppe | Totale | Totale |
| Stagione                      | Squadra                       | Comp                          | Pres       | Reti       | Comp            | Pres            | Reti            | Comp               | Pres               | Reti               | Comp        | Pres        | Reti        | Pres   | Reti   |
| ----------------------------- | ----------------------------- | ----------------------------- | ---------- | ---------- | --------------- | --------------- | --------------- | ------------------ | ------------------ | ------------------ | ----------- | ----------- | ----------- | ------ | ------ |
| 2004-2005                     | AZ Alkmaar                    | ED                            | 3          | 0          | CO              | 0               | 0               | CU                 | 0                  | 0                  | -           | -           | -           | 3      | 0      |
| 2005-2006                     | AZ Alkmaar                    | ED                            | 10         | 3          | CO              | 0               | 0               | CU                 | 3                  | 0                  | -           | -           | -           | 13     | 3      |
| 2006-2007                     | Sparta Rotterdam              | ED                            | 32         | 7          | CO              | 0               | 0               | -                  | -                  | -                  | -           | -           | -           | 32     | 7      |
| 2007-2008                     | AZ Alkmaar                    | ED                            | 12         | 1          | CO              | 0               | 0               | CU                 | 2                  | 0                  | -           | -           | -           | 14     | 1      |
| Totale AZ Alkmaar             | Totale AZ Alkmaar             | Totale AZ Alkmaar             | 25         | 4          |                 | 0               | 0               |                    | 5                  | 0                  |             | -           | -           | 30     | 4      |
| 2008-2009                     | Real Valladolid               | PD                            | 18         | 1          | CR              | 3               | 1               | -                  | -                  | -                  | -           | -           | -           | 21     | 2      |
| 2009-2010                     | Real Valladolid               | PD                            | 24         | 5          | CR              | 1               | 0               | -                  | -                  | -                  | -           | -           | -           | 25     | 5      |
| Totale Real Valladolid        | Totale Real Valladolid        | Totale Real Valladolid        | 42         | 6          |                 | 4               | 1               |                    | -                  | -                  |             | -           | -           | 46     | 7      |
| 2010-2011                     | Maccabi Tel Aviv              | LA                            | 27+5       | 8          | GHM             | 4               | 1               | EL                 | 6                  | 4                  | -           | -           | -           | 42     | 13     |
| 2011-2012                     | Maccabi Tel Aviv              | LA                            | 12+2       | 1          | GHM             | 3               | 2               | UEL                | 9                  | 1                  | -           | -           | -           | 26     | 4      |
| 2012-2013                     | Gaziantepspor                 | SL                            | 30         | 4          | TK              | 3               | 0               | -                  | -                  | -                  | -           | -           | -           | 33     | 4      |
| 2013-2014                     | Gaziantepspor                 | SL                            | 32         | 2          | TK              | 1               | 0               | -                  | -                  | -                  | -           | -           | -           | 33     | 3      |
| Totale Gaziantepspor          | Totale Gaziantepspor          | Totale Gaziantepspor          | 62         | 6          |                 | 4               | 0               |                    | -                  | -                  |             | -           | -           | 66     | 6      |
| 2014-2015                     | Deportivo                     | PD                            | 24         | 2          | CR              | 1               | 0               | -                  | -                  | -                  | -           | -           | -           | 25     | 2      |
| 2015-gen. 2016                | Deportivo                     | PD                            | 0          | 0          | CR              | 2               | 0               | -                  | -                  | -                  | -           | -           | -           | 2      | 0      |
| Totale Deportivo de La Coruña | Totale Deportivo de La Coruña | Totale Deportivo de La Coruña | 24         | 2          |                 | 3               | 0               |                    | -                  | -                  |             | -           | -           | 27     | 2      |
| gen.-giu. 2016                | Maccabi Tel Aviv              | Lh'A                          | 5+10       | 3          | GHM             | 0               | 0               | UCL                | 0                  | 0                  | -           | -           | -           | 15     | 3      |
| 2016-gen. 2017                | Maccabi Tel Aviv              | Lh'A                          | 18         | 1          | GHM             | 2               | 0               | UEL                | 14                 | 2                  | -           | -           | -           | 34     | 3      |
| Totale Maccabi Tel Aviv       | Totale Maccabi Tel Aviv       | Totale Maccabi Tel Aviv       | 79         | 13         |                 | 9               | 3               |                    | 29                 | 7                  |             | -           | -           | 117    | 23     |
| mar. 2017                     | Philadelphia Union            | MLS                           | 34         | 2          | USOC            | 2               | 0               | -                  | -                  | -                  | -           | -           | -           | 36     | 2      |
| 2018                          | Philadelphia Union            | MLS                           | 31         | 1          | USOC            | 5               | 1               | -                  | -                  | -                  | -           | -           | -           | 36     | 2      |
| 2019                          | Philadelphia Union            | MLS                           | 36         | 2          | USOC            | 1               | 0               | -                  | -                  | -                  | -           | -           | -           | 37     | 2      |
| Totale Philadelphia Union     | Totale Philadelphia Union     | Totale Philadelphia Union     | 101        | 5          |                 | 8               | 1               |                    | -                  | -                  |             | -           | -           | 109    | 6      |
| gen. 2020                     | FC Cincinnati                 | MLS                           | 22         | 0          | -               | -               | -               | -                  | -                  | -                  | -           | -           | -           | 22     | 0      |
| 2021                          | FC Cincinnati                 | MLS                           | 21         | 0          | -               | -               | -               | -                  | -                  | -                  | -           | -           | -           | 2      | 0      |
| Totale Cincinnati             | Totale Cincinnati             | Totale Cincinnati             | 24         | 0          |                 | -               | -               |                    | -                  | -                  |             | -           | -           | 24     | 0      |
| Totale carriera               | Totale carriera               | Totale carriera               | 401        | 43         |                 | 27              | 4               |                    | 34                 | 7                  |             | -           | -           | 462    | 54     |

### Cronologia presenze e reti in nazionale
| Cronologia completa delle presenze e delle reti in nazionale ― Bosnia ed Erzegovina | Cronologia completa delle presenze e delle reti in nazionale ― Bosnia ed Erzegovina | Cronologia completa delle presenze e delle reti in nazionale ― Bosnia ed Erzegovina | Cronologia completa delle presenze e delle reti in nazionale ― Bosnia ed Erzegovina | Cronologia completa delle presenze e delle reti in nazionale ― Bosnia ed Erzegovina | Cronologia completa delle presenze e delle reti in nazionale ― Bosnia ed Erzegovina | Cronologia completa delle presenze e delle reti in nazionale ― Bosnia ed Erzegovina | Cronologia completa delle presenze e delle reti in nazionale ― Bosnia ed Erzegovina |
| Data                                                                                | Città                                                                               | In casa                                                                             | Risultato                                                                           | Ospiti                                                                              | Competizione                                                                        | Reti                                                                                | Note                                                                                |
| ----------------------------------------------------------------------------------- | ----------------------------------------------------------------------------------- | ----------------------------------------------------------------------------------- | ----------------------------------------------------------------------------------- | ----------------------------------------------------------------------------------- | ----------------------------------------------------------------------------------- | ----------------------------------------------------------------------------------- | ----------------------------------------------------------------------------------- |
| 18-11-2009                                                                          | Zenica                                                                              | Bosnia ed Erzegovina                                                                | 0 – 1                                                                               | Portogallo                                                                          | Qual. Mondiali 2010                                                                 | -                                                                                   | 46’                                                                                 |
| 3-3-2010                                                                            | Sarajevo                                                                            | Bosnia ed Erzegovina                                                                | 2 – 1                                                                               | Ghana                                                                               | Amichevole                                                                          | -                                                                                   | 75’                                                                                 |
| 29-5-2010                                                                           | Solna                                                                               | Svezia                                                                              | 4 – 2                                                                               | Bosnia ed Erzegovina                                                                | Amichevole                                                                          | -                                                                                   | 77’                                                                                 |
| 10-8-2010                                                                           | Sarajevo                                                                            | Bosnia ed Erzegovina                                                                | 1 – 1                                                                               | Qatar                                                                               | Amichevole                                                                          | -                                                                                   | 61’                                                                                 |
| 3-9-2010                                                                            | Lussemburgo                                                                         | Lussemburgo                                                                         | 0 – 3                                                                               | Bosnia ed Erzegovina                                                                | Qual. Euro 2012                                                                     | -                                                                                   | 73’                                                                                 |
| 8-10-2010                                                                           | Tirana                                                                              | Albania                                                                             | 1 – 1                                                                               | Bosnia ed Erzegovina                                                                | Qual. Euro 2012                                                                     | -                                                                                   |                                                                                     |
| 17-11-2010                                                                          | Bratislava                                                                          | Slovacchia                                                                          | 2 – 3                                                                               | Bosnia ed Erzegovina                                                                | Amichevole                                                                          | 1                                                                                   |                                                                                     |
| 9-2-2011                                                                            | Atlanta                                                                             | Messico                                                                             | 2 – 0                                                                               | Bosnia ed Erzegovina                                                                | Amichevole                                                                          | -                                                                                   | 69’                                                                                 |
| 26-3-2011                                                                           | Zenica                                                                              | Bosnia ed Erzegovina                                                                | 2 – 1                                                                               | Romania                                                                             | Qual. Euro 2012                                                                     | -                                                                                   | 71’                                                                                 |
| 3-6-2011                                                                            | Bucarest                                                                            | Romania                                                                             | 3 – 0                                                                               | Bosnia ed Erzegovina                                                                | Qual. Euro 2012                                                                     | -                                                                                   | 46’                                                                                 |
| 7-6-2011                                                                            | Zenica                                                                              | Bosnia ed Erzegovina                                                                | 2 – 0                                                                               | Albania                                                                             | Qual. Euro 2012                                                                     | 1                                                                                   |                                                                                     |
| 10-8-2011                                                                           | Sarajevo                                                                            | Bosnia ed Erzegovina                                                                | 0 – 0                                                                               | Grecia                                                                              | Amichevole                                                                          | -                                                                                   | 60’                                                                                 |
| 2-9-2011                                                                            | Minsk                                                                               | Bielorussia                                                                         | 0 – 2                                                                               | Bosnia ed Erzegovina                                                                | Qual. Euro 2012                                                                     | 1                                                                                   | 88’                                                                                 |
| 6-9-2011                                                                            | Zenica                                                                              | Bosnia ed Erzegovina                                                                | 1 – 0                                                                               | Bielorussia                                                                         | Qual. Euro 2012                                                                     | -                                                                                   |                                                                                     |
| 7-10-2011                                                                           | Zenica                                                                              | Bosnia ed Erzegovina                                                                | 5 – 0                                                                               | Lussemburgo                                                                         | Qual. Euro 2012                                                                     | 1                                                                                   | 64’                                                                                 |
| 11-10-2011                                                                          | Saint-Denis                                                                         | Francia                                                                             | 1 – 1                                                                               | Bosnia ed Erzegovina                                                                | Qual. Euro 2012                                                                     | -                                                                                   | 71’                                                                                 |
| 11-11-2011                                                                          | Zenica                                                                              | Bosnia ed Erzegovina                                                                | 0 – 0                                                                               | Portogallo                                                                          | Qual. Euro 2012                                                                     | -                                                                                   | 67’                                                                                 |
| 15-11-2011                                                                          | Lisbona                                                                             | Portogallo                                                                          | 6 – 2                                                                               | Bosnia ed Erzegovina                                                                | Qual. Euro 2012                                                                     | -                                                                                   | 51’                                                                                 |
| 28-2-2012                                                                           | San Gallo                                                                           | Bosnia ed Erzegovina                                                                | 1 – 2                                                                               | Brasile                                                                             | Amichevole                                                                          | -                                                                                   | 79’                                                                                 |
| 26-5-2012                                                                           | Dublino                                                                             | Irlanda                                                                             | 1 – 0                                                                               | Bosnia ed Erzegovina                                                                | Amichevole                                                                          | -                                                                                   | 46’                                                                                 |
| 31-5-2012                                                                           | Chicago                                                                             | Messico                                                                             | 2 – 1                                                                               | Bosnia ed Erzegovina                                                                | Amichevole                                                                          | -                                                                                   | 87’                                                                                 |
| 11-9-2012                                                                           | Zenica                                                                              | Bosnia ed Erzegovina                                                                | 4 – 1                                                                               | Lettonia                                                                            | Qual. Mondiali 2014                                                                 | -                                                                                   | 87’                                                                                 |
| 12-10-2012                                                                          | Atene                                                                               | Grecia                                                                              | 0 – 0                                                                               | Bosnia ed Erzegovina                                                                | Qual. Mondiali 2014                                                                 | -                                                                                   | 75’                                                                                 |
| 14-11-2012                                                                          | Algeri                                                                              | Algeria                                                                             | 0 – 1                                                                               | Bosnia ed Erzegovina                                                                | Amichevole                                                                          | -                                                                                   | 63’                                                                                 |
| 6-2-2013                                                                            | Capodistria                                                                         | Slovenia                                                                            | 0 – 3                                                                               | Bosnia ed Erzegovina                                                                | Amichevole                                                                          | -                                                                                   | 63’                                                                                 |
| 22-3-2013                                                                           | Zenica                                                                              | Bosnia ed Erzegovina                                                                | 3 – 1                                                                               | Grecia                                                                              | Qual. Mondiali 2014                                                                 | -                                                                                   | 79’                                                                                 |
| 7-6-2013                                                                            | Riga                                                                                | Lettonia                                                                            | 0 – 5                                                                               | Bosnia ed Erzegovina                                                                | Qual. Mondiali 2014                                                                 | 1                                                                                   | 70’                                                                                 |
| 14-8-2013                                                                           | Sarajevo                                                                            | Bosnia ed Erzegovina                                                                | 3 – 4                                                                               | Stati Uniti                                                                         | Amichevole                                                                          | -                                                                                   | 61’                                                                                 |
| 6-9-2013                                                                            | Zenica                                                                              | Bosnia ed Erzegovina                                                                | 0 – 1                                                                               | Slovacchia                                                                          | Qual. Mondiali 2014                                                                 | -                                                                                   | 82’                                                                                 |
| 10-9-2013                                                                           | Žilina                                                                              | Slovacchia                                                                          | 1 – 2                                                                               | Bosnia ed Erzegovina                                                                | Qual. Mondiali 2014                                                                 | -                                                                                   |                                                                                     |
| 11-10-2013                                                                          | Zenica                                                                              | Bosnia ed Erzegovina                                                                | 4 – 1                                                                               | Liechtenstein                                                                       | Qual. Mondiali 2014                                                                 | -                                                                                   | 62’                                                                                 |
| 15-10-2013                                                                          | Kaunas                                                                              | Lituania                                                                            | 0 – 1                                                                               | Bosnia ed Erzegovina                                                                | Qual. Mondiali 2014                                                                 | -                                                                                   |                                                                                     |
| 18-11-2013                                                                          | Saint Louis                                                                         | Argentina                                                                           | 2 – 0                                                                               | Bosnia ed Erzegovina                                                                | Amichevole                                                                          | -                                                                                   |                                                                                     |
| 5-3-2014                                                                            | Innsbruck                                                                           | Bosnia ed Erzegovina                                                                | 0 – 2                                                                               | Egitto                                                                              | Amichevole                                                                          | -                                                                                   |                                                                                     |
| 30-5-2014                                                                           | Saint Louis                                                                         | Bosnia ed Erzegovina                                                                | 2 – 1                                                                               | Costa d'Avorio                                                                      | Amichevole                                                                          | -                                                                                   | 61’                                                                                 |
| 15-6-2014                                                                           | Rio de Janeiro                                                                      | Argentina                                                                           | 2 – 1                                                                               | Bosnia ed Erzegovina                                                                | Mondiali 2014 - 1º turno                                                            | -                                                                                   | 74’                                                                                 |
| 21-6-2014                                                                           | Cuiabá                                                                              | Nigeria                                                                             | 1 – 0                                                                               | Bosnia ed Erzegovina                                                                | Mondiali 2014 - 1º turno                                                            | -                                                                                   | 6’ 64’                                                                              |
| 4-9-2014                                                                            | Tuzla                                                                               | Bosnia ed Erzegovina                                                                | 3 – 0                                                                               | Liechtenstein                                                                       | Amichevole                                                                          | -                                                                                   | 69’                                                                                 |
| 9-9-2014                                                                            | Zenica                                                                              | Bosnia ed Erzegovina                                                                | 1 – 2                                                                               | Cipro                                                                               | Qual. Euro 2016                                                                     | -                                                                                   | 62’                                                                                 |
| 10-10-2014                                                                          | Cardiff                                                                             | Galles                                                                              | 0 – 0                                                                               | Bosnia ed Erzegovina                                                                | Qual. Euro 2016                                                                     | -                                                                                   |                                                                                     |
| 13-10-2014                                                                          | Zenica                                                                              | Bosnia ed Erzegovina                                                                | 1 – 1                                                                               | Belgio                                                                              | Qual. Euro 2016                                                                     | -                                                                                   |                                                                                     |
| 16-11-2014                                                                          | Haifa                                                                               | Israele                                                                             | 3 – 0                                                                               | Bosnia ed Erzegovina                                                                | Qual. Euro 2016                                                                     | -                                                                                   |                                                                                     |
| 28-3-2015                                                                           | Andorra la Vella                                                                    | Andorra                                                                             | 0 – 3                                                                               | Bosnia ed Erzegovina                                                                | Qual. Euro 2016                                                                     | -                                                                                   | 77’                                                                                 |
| 31-3-2015                                                                           | Vienna                                                                              | Austria                                                                             | 1 – 1                                                                               | Bosnia ed Erzegovina                                                                | Amichevole                                                                          | -                                                                                   | 55’                                                                                 |
| 12-6-2015                                                                           | Zenica                                                                              | Bosnia ed Erzegovina                                                                | 3 – 1                                                                               | Israele                                                                             | Qual. Euro 2016                                                                     | -                                                                                   | 50’                                                                                 |
| 3-9-2015                                                                            | Bruxelles                                                                           | Belgio                                                                              | 3 – 1                                                                               | Bosnia ed Erzegovina                                                                | Qual. Euro 2016                                                                     | -                                                                                   | 80’                                                                                 |
| 13-10-2015                                                                          | Nicosia                                                                             | Cipro                                                                               | 2 – 3                                                                               | Bosnia ed Erzegovina                                                                | Qual. Euro 2016                                                                     | 2                                                                                   |                                                                                     |
| 16-11-2015                                                                          | Dublino                                                                             | Irlanda                                                                             | 2 – 0                                                                               | Bosnia ed Erzegovina                                                                | Qual. Euro 2016                                                                     | -                                                                                   | 69’                                                                                 |
| 29-5-2016                                                                           | San Gallo                                                                           | Spagna                                                                              | 3 – 1                                                                               | Bosnia ed Erzegovina                                                                | Amichevole                                                                          | -                                                                                   | 67’                                                                                 |
| 3-6-2016                                                                            | Toyota                                                                              | Bosnia ed Erzegovina                                                                | 2 – 2 (4 – 3 dtr)                                                                   | Danimarca                                                                           | Kirin Cup                                                                           | -                                                                                   | cap.                                                                                |
| 7-6-2016                                                                            | Suita                                                                               | Giappone                                                                            | 1 – 2                                                                               | Bosnia ed Erzegovina                                                                | Kirin Cup                                                                           | -                                                                                   | cap.                                                                                |
| 6-9-2016                                                                            | Zenica                                                                              | Bosnia ed Erzegovina                                                                | 5 – 0                                                                               | Estonia                                                                             | Qual. Mondiali 2018                                                                 | 1                                                                                   |                                                                                     |
| 7-10-2016                                                                           | Bruxelles                                                                           | Belgio                                                                              | 4 – 0                                                                               | Bosnia ed Erzegovina                                                                | Qual. Mondiali 2018                                                                 | -                                                                                   |                                                                                     |
| 10-10-2016                                                                          | Zenica                                                                              | Bosnia ed Erzegovina                                                                | 2 – 0                                                                               | Cipro                                                                               | Qual. Mondiali 2018                                                                 | -                                                                                   | 67’                                                                                 |
| 7-10-2017                                                                           | Sarajevo                                                                            | Bosnia ed Erzegovina                                                                | 3 – 4                                                                               | Belgio                                                                              | Qual. Mondiali 2018                                                                 | 1                                                                                   | 75’                                                                                 |
| 10-10-2017                                                                          | Tallinn                                                                             | Estonia                                                                             | 1 – 2                                                                               | Bosnia ed Erzegovina                                                                | Qual. Mondiali 2018                                                                 | -                                                                                   |                                                                                     |
| 28-1-2018                                                                           | Carson                                                                              | Stati Uniti                                                                         | 0 – 0                                                                               | Bosnia ed Erzegovina                                                                | Amichevole                                                                          | -                                                                                   | cap. 72’                                                                            |
| 31-1-2018                                                                           | San Antonio                                                                         | Messico                                                                             | 1 – 0                                                                               | Bosnia ed Erzegovina                                                                | Amichevole                                                                          | -                                                                                   | cap.                                                                                |
| 23-3-2018                                                                           | Razgrad                                                                             | Bulgaria                                                                            | 0 – 1                                                                               | Bosnia ed Erzegovina                                                                | Amichevole                                                                          | -                                                                                   | 46’                                                                                 |
| 27-3-2018                                                                           | Le Havre                                                                            | Senegal                                                                             | 0 – 0                                                                               | Bosnia ed Erzegovina                                                                | Amichevole                                                                          | -                                                                                   | 60’                                                                                 |
| Totale                                                                              |                                                                                     | Presenze (7º posto)                                                                 | 60                                                                                  |                                                                                     | Reti (9º posto)                                                                     | 9                                                                                   |                                                                                     |

## Palmarès

### Club

#### Competizioni nazionali
- Primera Federación: 1

Castellón: 2023-2024

### Nazionale
- Campionato d'Europa Under-21: 2

2006, 2007